# Tear down this wall!
Tear down this wall! (em português: Derrube este muro!) foi um desafio do Presidente dos Estados Unidos Ronald Reagan ao líder da União Soviética Mikhail Gorbachev para que destruísse o Muro de Berlim. O discurso foi proferido em 12 de junho de 1987, na comemoração do 750.º aniversário de Berlim. Em frente ao Portão de Brandemburgo, ao falar sobre o Muro, Reagan propôs a Gorbachev que se derrubasse o muro como sinal de seu desejo de aumentar a liberdade no Bloco do Leste.

## Antecedentes

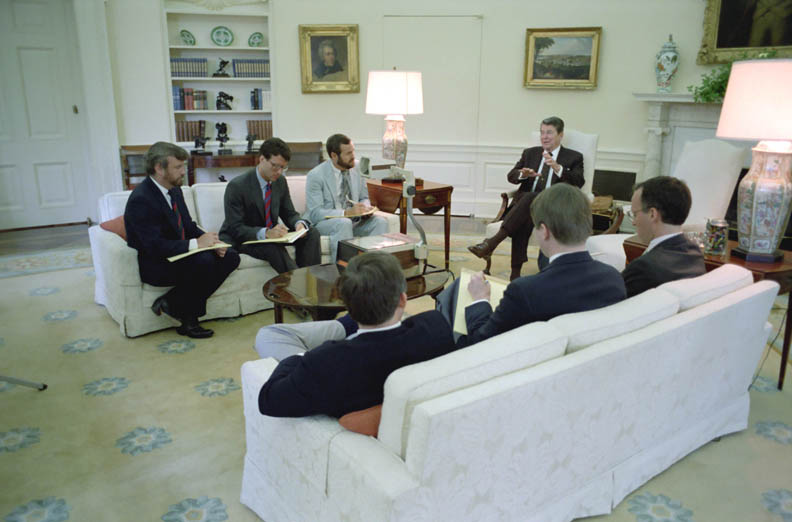
Redatores dos discursos presidenciais reúnem-se com o presidente Reagan no Salão Oval, em 18 de maio de 1987, para tratar do discurso em Berlim no mês seguinte.

O discurso "Derrube este muro!" não foi a primeira vez que Reagan abordou a questão do Muro de Berlim. Em uma visita a Berlim Ocidental em junho de 1982, ele declarou: "Gostaria de fazer aos líderes soviéticos uma pergunta [...] Por que o muro existe?". Em 1986, 25 anos após sua construção, em resposta ao jornal da Alemanha Ocidental, Bild-Zeitung, que perguntou quando acreditava que o muro poderia ser "derrubado", Reagan respondeu: "Exorto os responsáveis a demoli-lo [hoje]." No dia anterior à visita de Reagan em 1987, cinquenta mil pessoas se manifestaram contra a presença do presidente norte-americano em Berlim. Durante a visita em si, amplas faixas da cidade foram fechadas para evitar novos protestos anti-Reagan.
O discurso também foi uma fonte de considerável controvérsia dentro do próprio governo Reagan, e vários assessores seniores e assistentes eram contrários à inclusão da frase, pois afirmavam que qualquer coisa que poderia causar novas tensões entre Leste-Oeste ou potencial constrangimento para Gorbachev, com quem o presidente Reagan construiu um bom relacionamento, deveria ser omitido. Oficiais norte-americanos na Alemanha Ocidental e redatores dos discursos presidenciais, incluindo Peter Robinson, pensavam o contrário. Robinson viajou para a Alemanha Ocidental para inspecionar potenciais locais para o discurso, e adquiriu a sensação de que a maioria dos berlinenses ocidentais se opunham ao muro. Apesar de ter pouco apoio para sugerir que Reagan exigisse a remoção do muro, Robinson manteve a frase no texto do discurso. Em 18 de maio de 1987, o presidente Reagan reuniu-se com seus redatores e respondeu ao discurso dizendo: "Eu pensei que era um bom e sólido rascunho." O Chefe de Gabinete da Casa Branca, Howard Baker, se opôs, dizendo que soava "extremo" e "não-presidencial", e o Vice-conselheiro de Segurança Nacional Colin Powell concordou. No entanto, Reagan gostou da passagem, dizendo: "Eu acho que vamos deixá-la."
O chefe dos redatores Anthony Dolan deu outra versão das origens da frase, atribuindo-a diretamente a Reagan. Em um artigo publicado no The Wall Street Journal em novembro de 2009, Dolan forneceu uma descrição detalhada de como, em uma reunião no Salão Oval, antes do rascunho de Robinson, Reagan sugeriu, por conta própria, o trecho. Ele gravou impressões vívidas de sua própria reação e a de Robinson na época. Isso levou a uma amigável troca de cartas entre Robinson e Dolan sobre suas diferentes versões, publicadas pelo The Wall Street Journal.

## Discurso

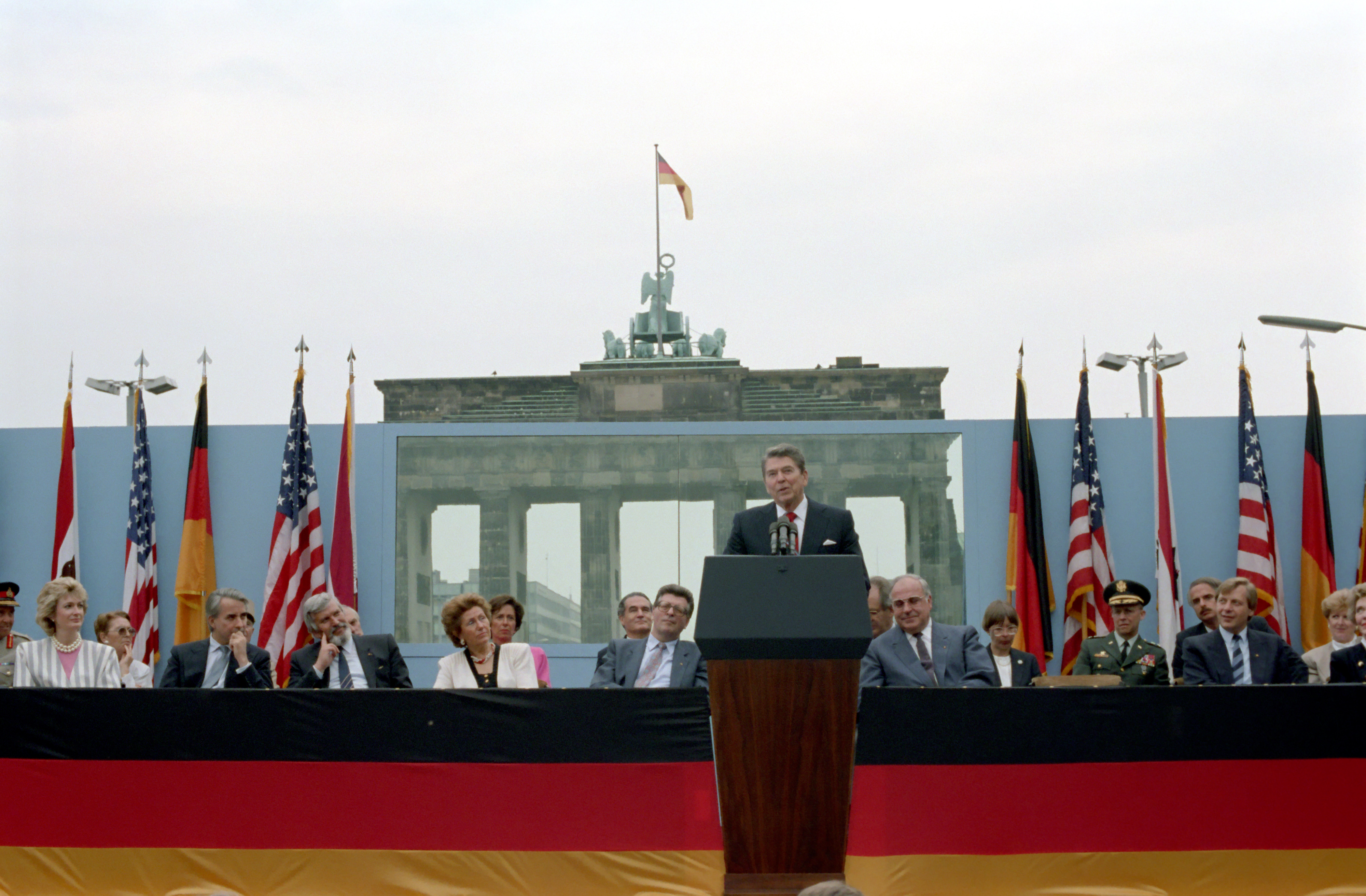
Ronald Reagan proferindo seu famoso discurso em frente ao Portão de Brandemburgo.

O presidente Reagan e a primeira-dama Nancy Reagan chegaram em Berlim em 12 de junho de 1987, sendo levados para o Palácio do Reichstag, onde podiam ver o muro por meio da varanda. Reagan então fez seu discurso no Portão de Brandemburgo às 2:00 da tarde, em frente a duas vidraças de vidro à prova de balas. Entre os espectadores estavam o presidente da Alemanha Ocidental Richard von Weizsäcker, o chanceler Helmut Kohl e o prefeito de Berlim Ocidental Eberhard Diepgen.
Naquela tarde, Reagan disse:
"Congratulamo-nos com a mudança e abertura, pois acreditamos que a liberdade e a segurança caminham juntos, que o progresso da liberdade humana só pode reforçar a causa da paz no mundo. Há um gesto que os soviéticos podem fazer para que isso seja inconfundível, que iria avançar dramaticamente a causa da liberdade e da paz. Secretário Geral Gorbachev, se você procurar paz, se você procurar a prosperidade para a União Soviética e Europa Oriental, se você procurar liberalização, venha aqui a este portão. Sr. Gorbachev, abra o portão. Sr. Gorbachev, derrube este muro!"
Mais tarde, em seu discurso, o presidente Reagan afirmou: "Quando olhei um momento atrás do Reichstag, essa encarnação da unidade alemã, notei as palavras grossamente pintadas com spray na parede, talvez por um jovem berlinense, 'Este muro vai cair. As crenças tornam-se realidade.' Sim, em toda a Europa, este muro vai cair. Pois não pode resistir à fé; não pode resistir à verdade. O muro não pode suportar a liberdade."
Outro destaque do discurso foi o apelo de Reagan para acabar com a corrida armamentista em sua referência às armas nucleares SS-20 dos soviéticos, e a possibilidade "não apenas de limitar o crescimento das armas, mas de eliminar, pela primeira vez, toda uma classe de armas nucleares da face da Terra."

## Resposta e legado

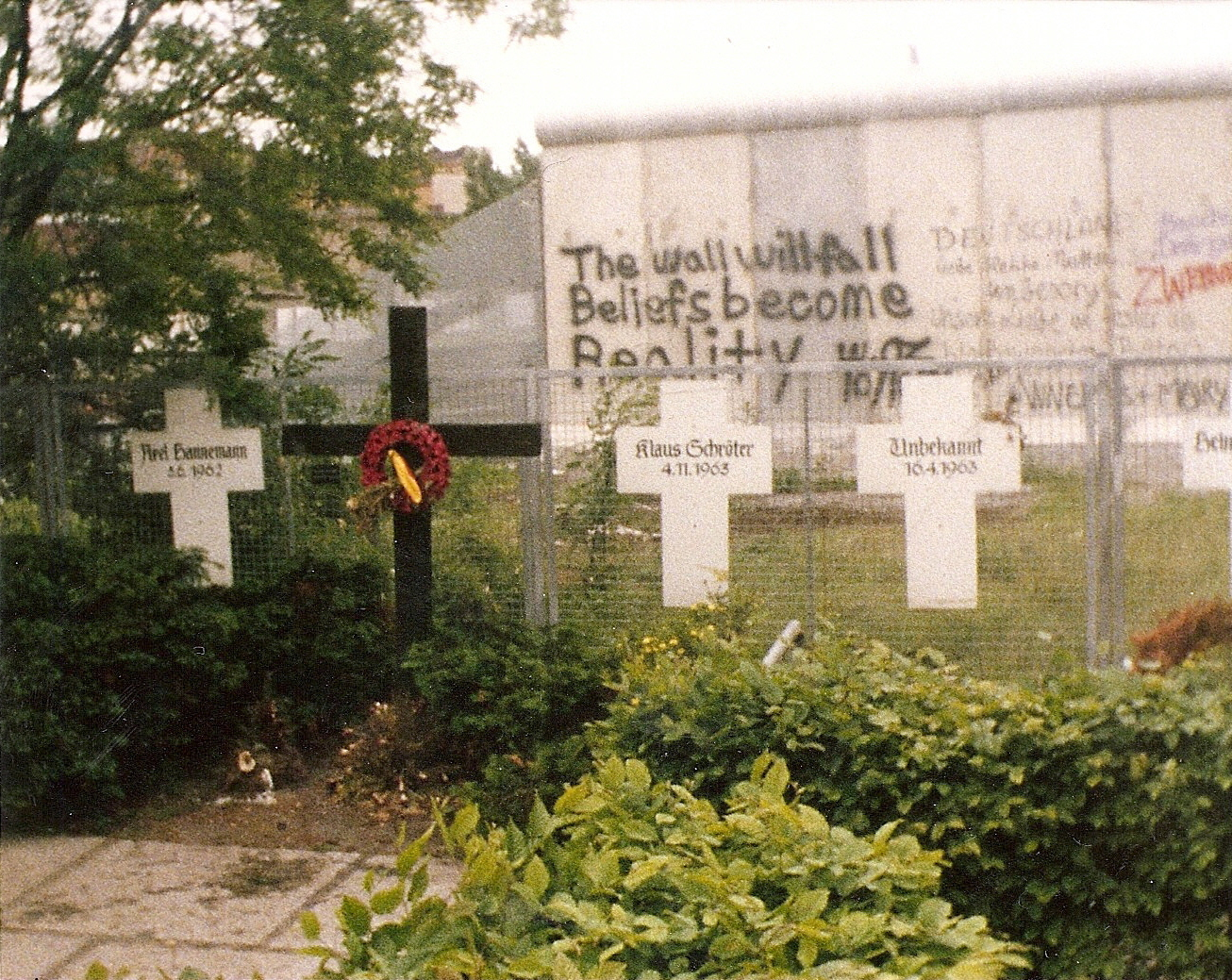
Uma parte do muro mencionada no discurso de Reagan.

O discurso recebeu "relativamente pouca cobertura da mídia", reivindicou a revista Time vinte anos depois. John Kornblum, diplomata sênior dos EUA em Berlim no momento do discurso de Reagan e embaixador norte-americano na Alemanha de 1997 a 2001, disse: [O discurso] não foi realmente elevado ao seu status atual até 1989, depois que o muro caiu." A resposta silenciosa na mídia ocidental contrastava com a reação do Oriente: o membro do Politburo da Alemanha Oriental, Günter Schabowski, considerou o discurso como "absurdo", e a agência de notícias soviética TASS acusou Reagan de dar um "discurso abertamente provocador e de guerra."
Em 2004, Helmut Kohl declarou que nunca esqueceria ter ficado perto de Reagan quando ele desafiou Gorbachev a derrubar o Muro de Berlim: "Ele foi um golpe de sorte para o mundo, especialmente para a Europa." Em uma entrevista com o próprio Reagan, Kohl lembrou que a polícia da Alemanha Oriental não permitia que as pessoas se aproximassem do muro, o que impediu os cidadãos de desfrutar o discurso. O fato de a polícia ter agido de forma semelhante, no entanto, raramente foi observado em relatos como esse.

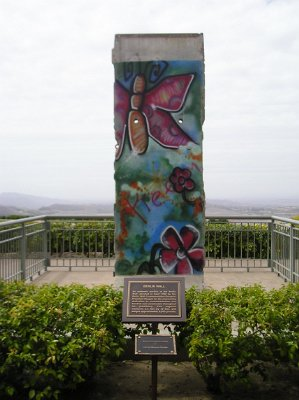
Um pedaço do muro de Berlim localizado na Biblioteca Presidencial de Ronald Reagan em Simi Valley, Califórnia.

Peter Robinson afirmou que sua frase mais famosa foi inspirada por uma conversa com Ingeborg Elz, de Berlim Ocidental, que lhe disse: "Se este homem, Gorbachev, é sério com o papo de Glasnost e Perestroika, pode provar isso se livrando desse muro." Robinson também alegou que o discurso quase não foi proferido, pois Reagan tencionava comparecer a um encontro do G7, mas decidiu atender a um pedido do governo alemão para que fosse para Berlin no 750.º aniversário da cidade.
Apesar de Reagan exortar Gorbachev a derrubar o Muro de Berlim, algumas pessoas, como Romesh Ratnesar da Time, comentaram que há poucas evidências de que o discurso teve algum impacto na decisão de derrubar o muro, muito menos um impacto sobre as pessoas que ele abordou. Outro crítico foi Liam Hoare em um artigo de 2012 na The Atlantic Monthly, no qual apontou para muitos dos motivos da tendência da mídia norte-americana se concentrar no significado desse discurso, sem pesar a complexidade dos eventos à medida que se desenrolavam tanto na Alemanha Oriental como na Alemanha Ocidental e na União Soviética.
O autor James Mann discordou de críticos como Hoare, que viram o discurso como sem efeito real, e daqueles que o elogiaram como uma peça-chave para agitar a confiança soviética. Em um artigo de opinião publicado no The New York Times em 2007, Mann colocou o discurso no contexto das propostas anteriores de Reagan para a União Soviética, como a cúpula de Reiquiavique do ano anterior, que quase resultou em um acordo para eliminar inteiramente as armas nucleares norte-americanas e soviéticas. Mann caracterizou o discurso como uma maneira de Reagan de suavizar seus críticos de direita provando que ele ainda era duro com o comunismo, ao mesmo tempo que estendeu e renovou o convite a Gorbachev para trabalharem juntos para criar "o clima muito mais relaxado no qual os soviéticos se sentaram em suas mãos quando o muro caiu." Reagan, afirmou Mann, "não estava tentando lançar um golpe de nocaute no regime soviético, nem se dedicava a um mero teatro político. Em vez disso, ele estava fazendo outra coisa nesse dia úmido em Berlim há vinte anos - ele estava ajudando a definir os termos para o fim da Guerra Fria."
Em 2014, Gorbachev comentou: "Em visitas aos Estados Unidos muitas vezes me perguntaram como encarei o pedido do presidente Reagan. A verdade é que então não o levei a sério. Sabia que era um ator e achei que se tratava apenas de uma boa encenação. [...] Para que caísse o muro de Berlim se necessitavam muitas coisas e chegou o momento em que a sociedade alemã tinha amadurecido para isso."

## Nota
- Este artigo foi inicialmente traduzido, total ou parcialmente, do artigo da Wikipédia em inglês cujo título é «Tear down this wall!», especificamente desta versão.